# Earl Duvall
Earl Duvall (2 aprile 1898 – 7 gennaio 1969) è stato un fumettista statunitense.

## Carriera
Nel 1930 entra agli Studi Disney, lavorando come soggettista/sceneggiatore e come autore di layout fino al 1933. Fin dal 1930 scrive la serie a strisce giornaliere di Mickey Mouse, disegnate da Floyd Gottfredson, per il quale ripassa a china le storie. Con Gottfredson, Duvall realizzerà sia strisce auto conclusive con gag umoristiche che storie lunghe a puntate come Topolino e il bel gagà (1930), Topolino contro il gatto Nipp (1931), Topolino vince Spaccafuoco (1931). Nel 1933 abbandona la Disney per lavorare per la Warner Bros.